# Alzey
Alzey est une ville de 19 082 habitants, chef-lieu de l'arrondissement d'Alzey-Worms en Hesse rhénane, au sud-est du Land de Rhénanie-Palatinat en Allemagne.
Alzey compte parmi les Nibelungenstädte, puisque la ville est mentionnée dans le Nibelungenlied par la personne de Volker von Alzey. C’est pourquoi la ville est surnommée Volkerstadt.

## Géographie
- 1Carte dynamique
- 2Carte Openstreetmap
- 3Carte topographique
- 4Carte avec les communes environnantes

## Histoire

### Antiquité
Haut-Empire
À l'époque romaine, Alzey se trouve sur la « rocade » qui longe le limes (ou limite de l'empire romain). C'est un vicus sur la route reliant Bingen et Worms, essentiellement à caractère militaire. Les remparts ont été construits vers 370, date donnée d'après les détails techniques de leur construction, - notamment de ce que le mur de fortification incorpore des vestiges antiques, dont une colonne de Jupiter. Des vestiges de caves et de thermes ont été retrouvés à l'emplacement du camp du Bas-Empire, sur un contrefort du Mehlberg à l'est de la ville moderne. Parmi les nombreux bas-reliefs et autels retrouvés l'un d'eux est dédié aux nymphes le 22 novembre 223 par les vicani Altiaienses. Une villa à l'est de la ville est occupée du IIe au IVe siècle.
Les poteries trouvées sur le site du castrum ou castellum - dont de la céramique sigillée - ont été publiées par W. Unverzagt (en) en 1916. On a aussi retrouvé des objets en bronze, dont une statuette de Mercure nu sans pétase publiée par Horn en 1972. Des fouilles du castellum d'Alzey par Friedrich Behn, conservateur du musée de Mayence, ont livré un bloc de pierre taillée rectangulaire portant sur chaque face une divinité romaine : Junon, Minerve, Vulcain avec un cerf, et Hercule.
Bas-Empire
Datant de l'Antiquité tardive, les fondations se trouvant sous l'église Saint-George appartiennent à un édifice de l'époque valentinienne ; ces fondations incluent elles aussi des éléments de monuments religieux païens (32 morceaux de taille notable, dont au moins 9 morceaux de colonnes de Jupiter et 22 stèles votives). Le but n'était pas seulement de construire le nouvel édifice mais aussi de détruire les vestiges de religion païenne : les sculptures portées sur les pièces réutilisées sont délibérément abîmées, particulièrement les têtes des dieux antiques.
Le vicus est détruit par les Alamans au milieu du IVe siècle : la stratigraphie du lieu marque cet événement avec une couche visiblement incendiée, épaisse par endroits de 60 cm ; les plus récentes monnaies qu'elle contient sont de 346.
Un camp est construit sur les vestiges, de dimensions 153 × 169 m, enclos de murs de 3 m d'épaisseur, avec deux portes et 14 tours ; ce camp est entouré d'un fossé en V de 8 m de largeur pour 3 m de profondeur, placé 11 m à l'extérieur des murs. Trois monnaies des années entre 367 et 375 le font attribuer à Valentinien Ier ; et la présence de cet empereur à Alteium en 370 est mentionnée dans le code Théodosien. Ce camp est détruit peu après, comme le montre une couche incendiée au sud du camp (là où se trouvaient les baraquements) qui contenait des monnaies dont les plus récentes datent de 375 à 378. Il est reconstruit presque aussitôt, au début du Ve siècle ; mais est détruit de nouveau (couche incendiée au sud-ouest du camp, date imprécise : la couche ne contient que quelques tessons de céramique du début du Ve siècle). Il est peut-être subséquemment occupé par les Burgondes, installés depuis 413 dans les environs de Worms. Il perdure jusqu'au milieu du Ve siècle. Deux cimetières sont en service, un au nord du camp et un au sud. 

### Au haut Moyen Âge
La ville d'Alzey est entièrement placée sous le signe du légendaire ménestrel Volker von Alzey (Foulques d'Alzey), qui apparaît dans la Chanson des Nibelungen et qui fit la célébrité de la cité médiévale.
Au début du Ve siècle apr. J.-C., Alzey est le centre de la région où s'est regroupé le peuple burgonde. C'est là que s'étant opposés aux Romains, les Burgondes du roi Gondicaire sont très sévèrement vaincus par des détachements huns mercenaires du patrice romain Aetius. Jusqu'à 20 000 guerriers burgondes y sont exterminés (436/437) et Gondicaire y trouve la mort. Ce désastre a servi de canevas à l'histoire des Nibelungen où le roi Gondicaire apparaît sous le nom de Gunther. Le reliquat du peuple burgonde supplie alors les Romains d'Aetius de les enrôler comme fédérés, ce qu'Aetius finit par accepter après plusieurs années de refus. Les Burgondes quittent vers 443 la région d'Alzey/Worms pour s'installer en Sapaudie (région proche de la ville de Genève, ancêtre de la Savoie) et deviennent des alliés et supplétifs relativement fidèles de l'armée romaine.[réf. nécessaire]
Après la mort de Clovis en 511, l'Empire franc s'effondre en royaumes distincts plus petits et Alzey fait partie de l'Austrasie, dont la capitale est à Metz. Après l'unification des royaumes francs au milieu du VIIIe siècle, Alzey passe dans le royaume de Francie orientale par le traité de Verdun (août 843).[réf. nécessaire] En 897, Alzey est confisqué d'Erenfried de Bliesgau (et devient peut-être alors un fief impérial)[réf. nécessaire].

### DuXIIeauXXesiècle
| Appartenances historiques Palatinat du Rhin 1156-1797 République cisrhénane (Mont-Tonnerre) 1797-1802 République française (Mont-Tonnerre) 1802-1804 Empire français (Mont-Tonnerre) 1804-1813 Grand-duché de Hesse 1815-1918 République de Weimar 1918-1933 Reich allemand 1933-1945 Allemagne occupée 1945-1949 Allemagne de l'Ouest 1949-1990 Allemagne 1990-présent |

En 1156, Alzey appartenait au Palatinat électoral, et Conrad Ier du Palatinat atteint le rang de comte palatin dans le château impérial, qui avait été achevée en 1118.
En 1277, Alzey atteint le rang de ville de Rodolphe Ier du Saint-Empire.
En 1529, exécution de 350 anabaptistes (voir le Théâtre des Martyrs de Jan Luyken, livre 2, p. 30).
En 1620, le comte Ambrogio Spinola prend le parti de l'empereur catholique pendant la guerre de Trente Ans contre les protestants du Palatinat électoral et a également conquis Alzey.
En 1689, la ville et le château ont été incendiés dans la Guerre de la Ligue d'Augsbourg, alors que les armées de Louis XIV quittaient les zones conquises auparavant.
En 1798, les zones à l'ouest du Rhin, ont été annexés à la France. Alzey a appartenu jusqu'en 1814 au département du Mont-Tonnerre (Donnersberg en allemand). En 1816, Alzey a été jointe au grand-duché de Hesse. En 1909, l'école de vinification (maintenant la Landesanstalt für Rebenzüchtung) a été fondée. Son premier chef était Georg Scheu, il a ensuite donné son nom au cépage Scheurebe.

### Le Troisième Reich
Durant la Nuit de Cristal (9 novembre 1938), la synagogue a été détruite. La ruine a été démolie dans les années 1950. Un rouleau de la Torah sauvé se trouve aujourd'hui dans le musée.

Le 8 janvier 1945, la ville a failli être détruite par des bombardiers qui avaient été envoyés pour y prendre un pont ferroviaire. En raison du mauvais temps et une mauvaise interprétation historique - l'équipage a confondu l'ancienne tour de garde avec le clocher de l'église - les bombardiers ont fini par abandonner leur charge sur le Wartberg, une colline à proximité, donnant naissance à la légende de la Wartbergturm - la vieille tour - en tant que sauveur d'Alzey.

### Depuis 1945
Depuis 1947, Alzey est devenue le siège du district d'Alzey, dans l'État nouvellement formé de la Rhénanie-Palatinat.
En 1969, Alzey a été le siège du nouveau district d'Alzey-Worms et le siège de la ville d'Alzey, bien qu'elle n'appartienne pas précisément à la commune fusionnée.

## Administration

### Communes fusionnées
- Dautenheim
- Heimersheim
- Schafhausen
- Weinheim

### Politique
Élections du 13 juin 2004 :
- SPD 36,1 % (- 6.2) - 12 sièges (- 2)
- CDU 33,0 % (- 1.1) - 11 sièges ( = )
- WGR 19,4 % (+ 3.6) - 6 sièges (+ 1)
- GRÜNE 7,7 % (+ 1,8) - 2 sièges ( = )
- FDP 3,7 % (+ 1,7) - 1 siège (+ 1).

### Maires
- 1982 - 1990 : Walter Zuber (SPD)
- 1990 - 2006 : Knut Benkert (SPD)
- 2006 - : Christoph Burkhard (sans étiquette, candidat de la CDU)

### Jumelages
- Harpenden (Royaume-Uni) depuis 1963
- Josselin (Morbihan) (France) depuis 1973
- Lembeye (France) depuis 1980[17] pour le village de Weinheim
- Rechnitz (Autriche) depuis 1981
- Kościan (Pologne) depuis 1990
- Kamenz (Allemagne) depuis 1990

## Culture et spécificités

### Théâtre
- Théâtre Gerry-Jansen

### Musées
- Musée d'Alzey, il retrace l'histoire de la ville[18].

### Monuments
- Le Château d'Alzey, château du XVIe siècle, détruit en 1689 et reconstruit au début du XXe siècle.

Alzey a gardé sa vieille ville avec de nombreuses Maisons à colombages, des restaurants, cafés et magasins, entourés par les ruines de la muraille médiévale. Le point central de la ville est la Rossmarkt (« Le marché aux chevaux ») avec le cheval de bronze de l'artiste Gernot Rumpf. Une sculpture d'une ondine par Karlheinz Oswald est au Fischmarkt ( "Marché aux poissons") en face de l'ancienne mairie.

### Sport
Le Wartbergstadion est le plus grand centre sportif de la ville. Il possède une piste de course de 400 m.
On trouve également la Wartbergbad (piscine de loisirs). À proximité se trouve un club d'équitation avec des enclos et un manège.
En outre, Alzey a, à sa disposition, une nouvelle construction artificielle de terrains de jeux sur gazon, qui est utilisé principalement par les clubs de hockey et de football.

### Manifestations régulières
- Weinbergshäuschen Wanderung : il s'agit d'une randonnée à travers la campagne entre Alzey et les centres périphériques et de Weinheim et Heimersheim. Elle se tient le premier dimanche de septembre. Le long du réseau de sentiers, des gîtes vignerons sont ouverts entre 11:00 et 18:00 par des domaines viticoles et des clubs. On y offre à ces moments des aliments froids et chauds et boissons, y compris le vin de Hesse rhénane typique de la région.
- Winzerfest : La fête du vin se tient chaque année le troisième week-end en septembre et dure du vendredi au mardi suivant. C'est le plus grand événement du genre à Alzey. Les vins régionaux sont présentés et sélectionnés. Parallèlement à cela, se déroule un marché annuel avec des manèges et des jeux de toutes sortes.

### Gastronomie
Étant le centre d'une région viticole, les spécialités sont d'abord et avant tous les vins et les plats qui sont fabriqués avec du vin, comme le Backesgrumbeere, une casserole de pommes de terre assaisonnées avec du lard, du vin et de la crème aigre, qui se retrouve dans toute la Hesse Rhénane.

## Économie et infrastructures
Les branches principales de la ville de l'industrie sont la viticulture, l'entreprise de construction Wilhelm Faber GmbH & Co. KG, un centre de distribution des magasins Schlecker et Plus, ainsi qu'un siège administratif de la chaîne d'hypermarchés real, - et filiales de Lufthansa Lufthansa Technik AERO Alzey et LSG Sky aliments. En outre, Alzey est la région du Centre de prestation de services avec une gamme très large, de la taille de la ville, du shopping, qui est concentrée principalement dans la zone industrielle.

### Agriculture
Alzey est caractérisée par la viticulture avec 769 ha de vignobles actuellement cultivés, 69 % avec des variétés de vin blanc et 31 % de rouge, elle occupe le sixième rang de taille entre les centres viticoles de la Rhénanie-Palatinat, et après Worms (1 490 ha) et Nierstein (783 ha), elle est le troisième plus grand centre de la viticulture en Hesse rhénane.

### Transports
Alzey se trouve près de l'échangeur Alzey, un échangeur autoroutier qui traversent les A 61 et A 63.
Il y a des connexions directes à Mayence par Regional-Express et Regionalbahn sur la ligne Alzey-Mainz, et sur la Rheinhessenbahn (chemin de fer) à Bingen et Worms. Le Donnersbergbahn relie Alzey à Kirchheimbolanden depuis 1999. Le week-end et les jours fériés, les voyages sur l'Elsass-Express ( « L'Alsace Express ») à Wissembourg, sont possibles.

## Services publics
- DRK Krankenhaus Alzey (hôpital).
- Rheinhessen-Fachklinik Alzey (clinique spécialisée).
- Siège de Alzey-Worms conseil de district.
- Siège de la succursale de la Bingen-Alzey bureau des finances.

## Formation
- Écoles primaires
  - Albert-Schweitzer-Schule
  - Nibelungenschule
  - St. Marienschule
- Établissements secondaire
  - Gustav-Heinemann-Schulzentrum avec une Hauptschule et uneRealschule.
  - Elisabeth Langgässer Gymnase.
  - Gymnasium am Römerkastell.
  - Staatliches Aufbaugymnasium (formation d'état Gymnasium).
- Autres
  - Deux écoles spéciales (Volkerschule et Schule im Rotental)
  - District de musique à l'école.
  - Berufsbildende Alzey Schule (école professionnelle).
  - Rheinhessen Fachklinik (école pour infirmières)

## Personnalités
- Hildegarde von Bingen, née à Alzey en 1098.
- Elisabeth Langgässer, écrivaine née à Alzey en 1899.
- Tarkan, chanteur turc est né à Alzey en 1972.

## Littérature
- Jürgen Oldenstein, La fortification d'Alzey et la défense de la frontière Romaine le long du Rhin en quatrième et cinquième siècle. sur: F. Vallet, M. Kazanski (Hrsg.), L'armée Romaine et les barbares du IIIe au VIIe siècle, 1993, p. 125–133.
- Jürgen Oldenstein, Les Burgondes en Alzey ? Une question ouverte? sur: H. Gaillard de Semainville [Hg.] Les Burgondes. Apport de l’archéologie. Association pour la connaissance du patrimoine de Burgonde, 1995, p. 87–93.
- Jürgen Oldenstein, Les fortifications du Bas-Empire d'Alzey. Manuel d’Architecture Gallo-Romaine. Les ouvrages militaires. Documents d’Archéologie Française.
- Jürgen Oldenstein, Les ouvrages militaires de Valentinien au milieu du Ve siècle en Gaule. Manuel d’Architecture Gallo Romaine. Documents d’Archéologie Française (im Druck).

## Sources
- (en) Cet article est partiellement ou en totalité issu de l’article de Wikipédia en anglais intitulé « Alzey » (voir la liste des auteurs).